# Portalkran

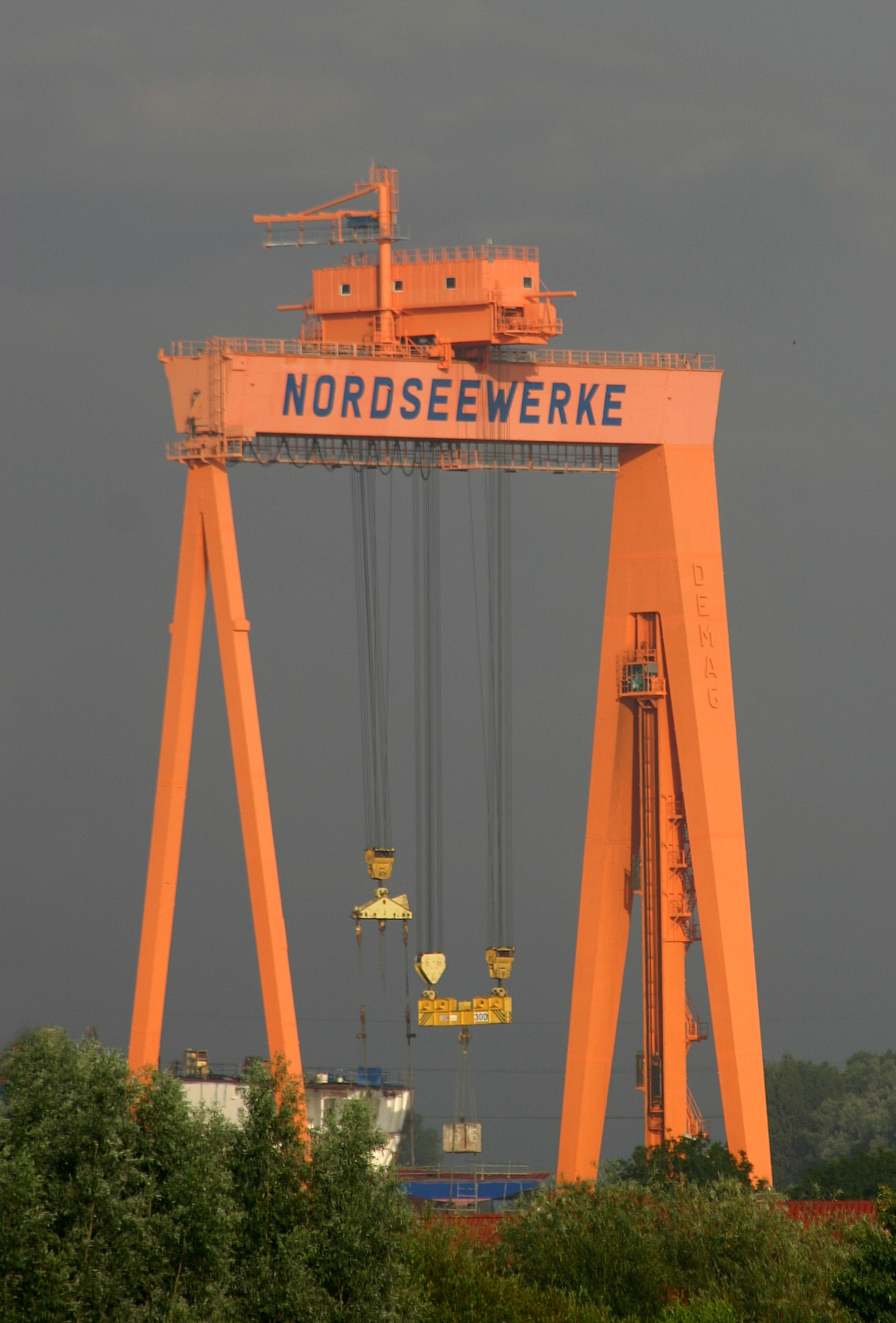
Portalkran der Nordseewerke in Emden

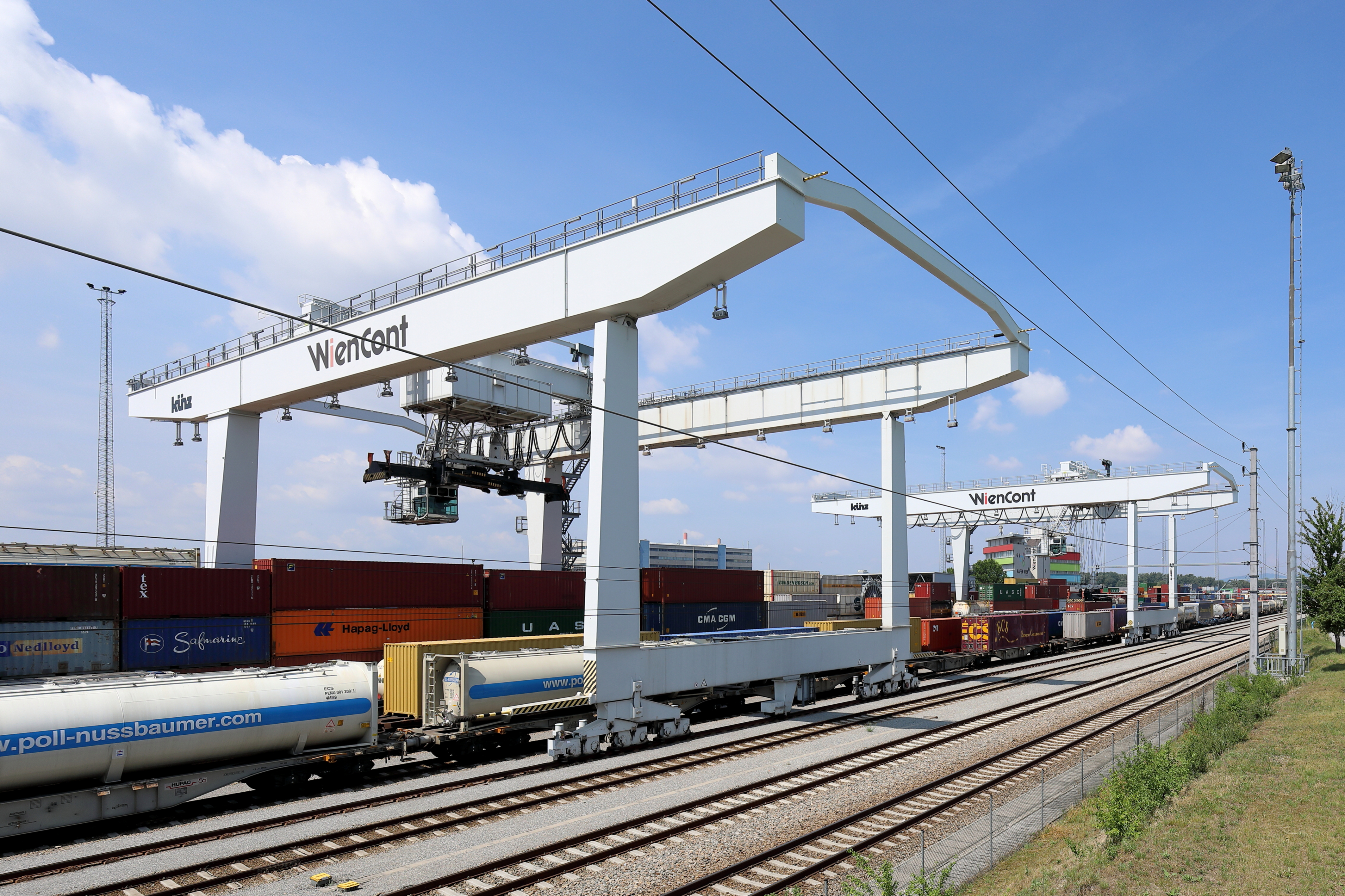
Portalkrane am Containerterminal des Hafens Freudenau

Ein Portalkran hat ein einem Türrahmen (Portal) ähnliches Gestell, das auf einem Verladeplatz zweispurig fahrbar aufgestellt ist. Auf seinem oberen Teil, der Brücke, fährt die Laufkatze quer zur Hauptfahrtrichtung hin und her.

## Beschreibung
Der Portalkran überspannt seinen Arbeitsbereich wie ein Portal. Er läuft meistens auf zwei parallelen Schienen, auf denen er sich mit seinen Stützen abstützt. Dadurch unterscheidet er sich von einem Brückenkran, der auf aufgeständerten Schienen läuft. Das Portal ist eine Stahlkonstruktion, die meistens in Fachwerk- oder Rahmenbauweise ausgeführt ist. Der Kran hat jeweils eine Pendelstütze und eine starre Stütze, um die temperaturbedingte Längenänderung der Kranbrücke (horizontaler Teil des Portals) auszugleichen. Längs der Kranbrücke verfährt die Laufkatze mit dem Hubwerk. Es kann aber auch ein Schienendrehkran auf der Kranbrücke montiert sein. Die Schienen können frei verlegt oder im Boden versenkt sein. Die Stromzuführung erfolgt in der Regel über eine Motor- oder Federleitungstrommel, eine Schleifleitung, eine Schleppkabelanlage oder über Schleifkontakte im Boden. Das Laufwerk des Portals muss auf beiden Seiten gleiche Wege zurücklegen, um Verkanten zu vermeiden. Die Räder müssten eigentlich durch eine starre Welle verbunden sein, es wird aber eine elektrische Welle verwendet. Dabei wird jedes Rad von einem Schleifringläufermotor angetrieben. Die Motoren haben einen gemeinsamen Läuferkreis, dadurch sind die Schlupffrequenzen und auch die Drehzahlen gleich. Die beiden Motoren wirken wie zwei Synchronmaschinen, die mit einer veränderbaren Frequenz gespeist werden. Die elektrische Welle hat sogar die Neigung zum Pendeln von der Synchronmaschine geerbt.
Durch ihre Bauart können Portalkrane zwischen den Stützen sehr große Lasten heben. Da die Stützen senkrecht belastet werden, ist in erster Linie die maximale Biegebeanspruchung der Kranbrücke und die Hubleistung des Seilhubwerks für die maximal mögliche Belastung ausschlaggebend. Es ist auch kein Gegengewicht notwendig, wenn die Kranbrücke nicht über die Stützen hinausragt. Dieses ist aber oft der Fall bei Portalkranen in Hafenanlagen, dort stellt die Schiene auf der Kaimauer sehr hohe Anforderungen an diese, da diese Stütze am meisten belastet wird. Je nach Auslegerlänge kann ein Zusatzgewicht auf der abgewandten Seite notwendig sein, dieses wird meistens in das Laufwerk der Stütze eingebaut.
Der Portalkran kann die Last in allen drei Richtungen bewegen.
Einer größten Portalkrane war der schwedische Kockumskran in Malmö.

## Einsatzbereich
Portalkrane werden auf Güterumschlag- und Lagerplätzen eingesetzt. Außerdem finden sie in Montagehallen, auf Werften und auf Gleisbauzügen Anwendung.

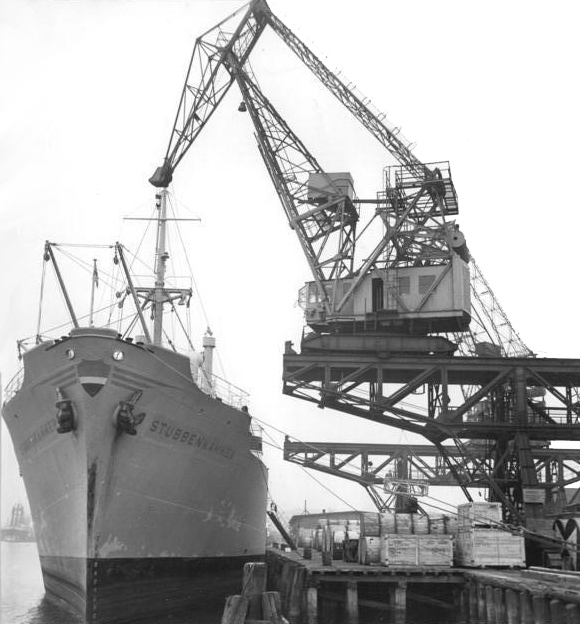
Portalwippkran, Überseehafen Rostock, 1959

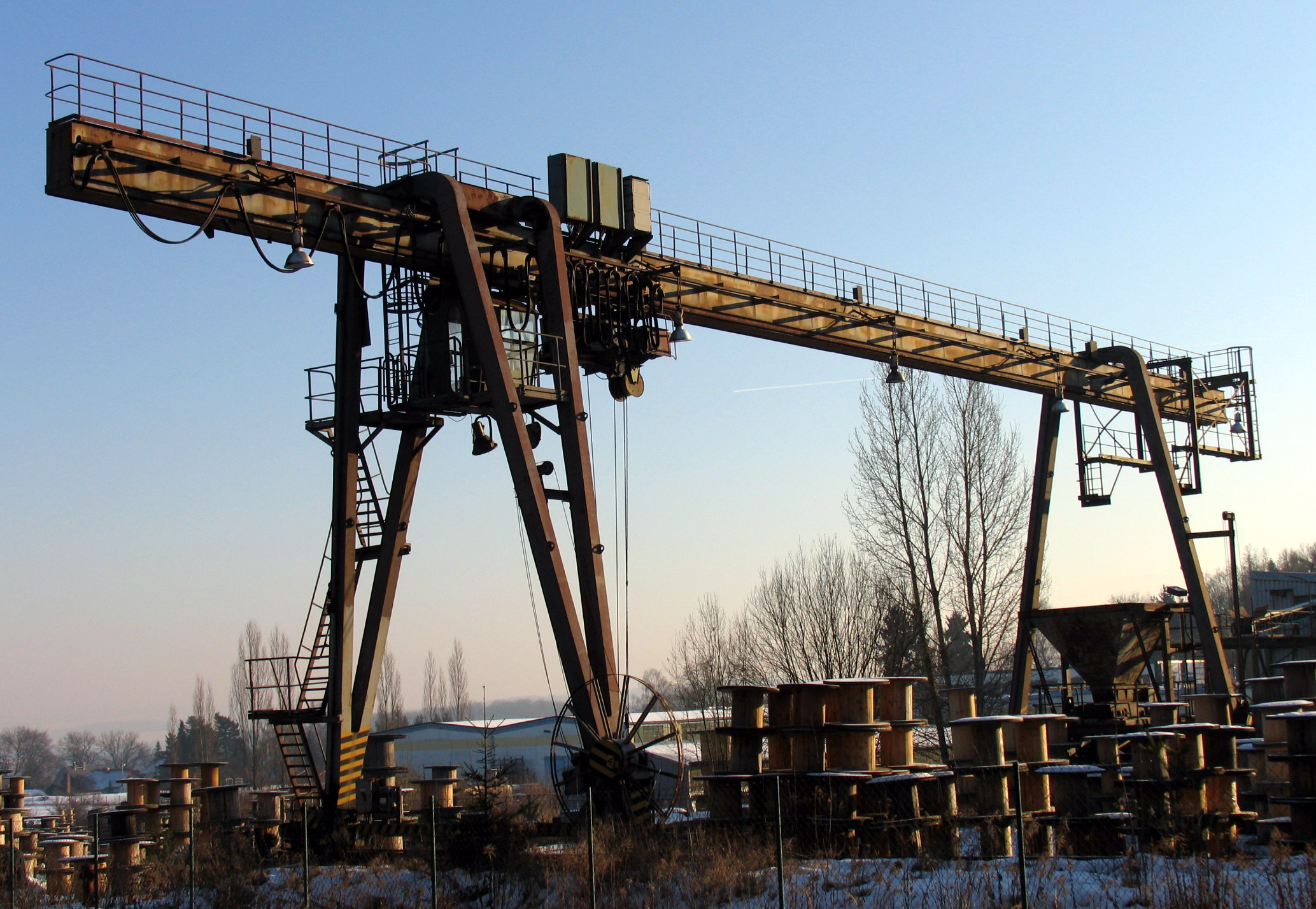
Stillgelegter Portalkran in Plauen

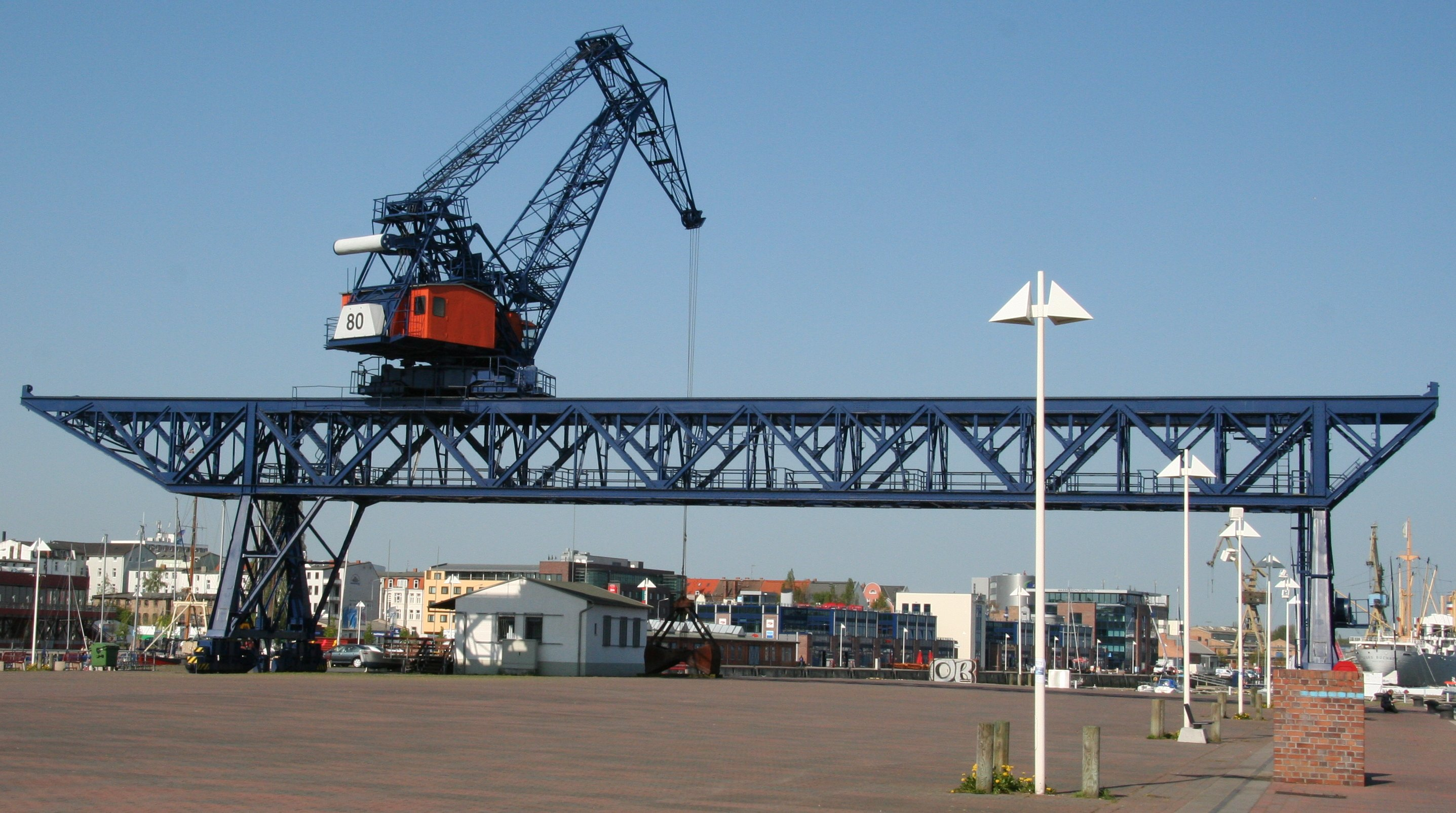
Portalkran im Rostocker Stadthafen

## Sonderformen

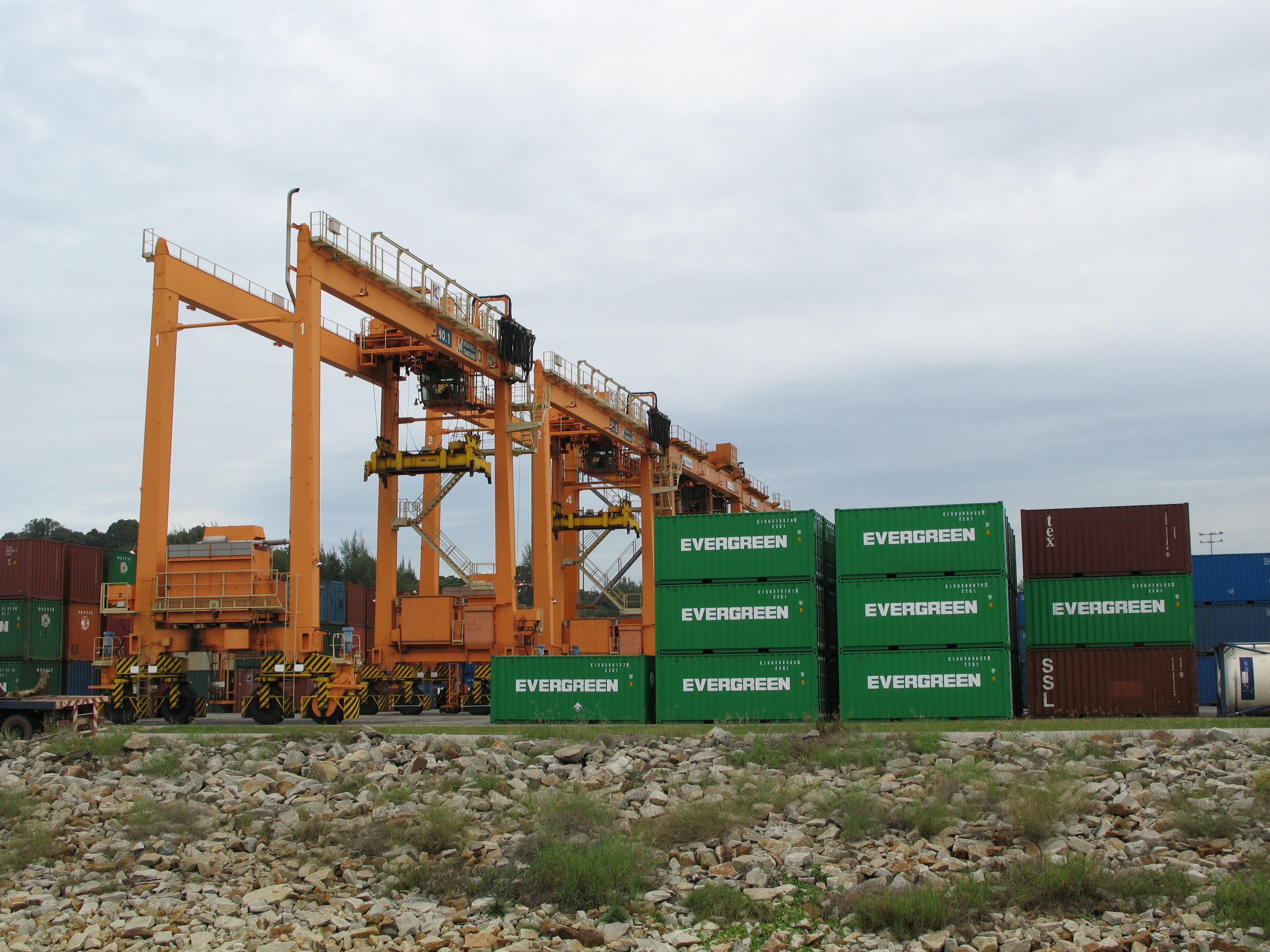
RTG im Hafen von Kuantan

Bei Halbportalkranen ist eine der Schienen aufgeständert, beispielsweise an einer Hallenwand. Sind beide Seiten aufgeständert, handelt es sich nicht um einen Portalkran, sondern um einen Brückenkran.
Ein Portalkran, der nur stationär betrieben wird und dessen Stützen nicht unter Last verfahren werden dürfen, wird Bockkran genannt.
Krane, die auf dem Portal statt einer Kranbrücke einen (Wippen)-Drehkran tragen, werden als Portal(wipp)drehkran bezeichnet.
Fahrbare Portalkrane mit Gummibereifung, sogenannte Portalhubwagen, werden zur Verladung und zum Transport von Containern auf Containerlagerplätzen benutzt.
Hafendrehkrane, die auf einem kleinen Portal montiert sind, werden als Torkran bezeichnet. Meist ist unter dem Portal Platz für ein bis zwei Lkw-Breiten oder Eisenbahngleise.
Eine weitere Sonderform sind gummibereifte Portalkrane, sogenannte RTG (rubber tyred gantry cranes) die ohne Führungsschiene auskommen. Sie werden zum Containerumschlag auf Containerlagerplätzen verwendet und fahren in Gassen über die Containerstapel und eine oder mehrere Lkw-Fahrspuren hinweg. Durch die Gummibereifung sind sie in der Lage, die Containergassen zu wechseln. Angetrieben werden sie von Dieselmotoren, wobei sich in den letzten Jahren ein starker Trend zur Elektrifizierung mittels Schleifleitungen abzeichnet. Man spricht dann von E-RTG. Zum Wechseln der Gassen bedienen sich auch E-RTG eines Dieselmotors.